# Kombinat energetyczny
Kombinat energetyczny – nazwa prowizorycznego zakładu energetycznego wytwórczego, produkcyjnego w układach skojarzonych energię elektryczną, cieplną, gaz koksowniczy, koks i produkty pochodne zgazowania węgla.